# Intel 8089

Zapojení vývodů obvodu Intel 8089

Intel 8089 je vstupně/výstupní koprocesor určený pro použití s centrálním procesorem 8086/8088. Používal stejnou techniku programování jako Intel 8087, ale sloužil pro provádění vstupně/výstupních operací, jako je přenos bloku dat z paměti na výstupní zařízení a přenos bloku dat ze vstupního zařízení do paměti, čímž snižuje zatížení hlavního procesoru.
Protože firma IBM nepoužila Intel 8089 v počítačích IBM-PC, nevešel v obecnou známost a nedostal se do novějších procesorových sad; pozdější V/V-koprocesory fungovaly jiným způsobem. Intel 8089 byl použit v řadiči pevných disků Intel Multibus iSBC-215, v počítačích Apricot PC a v multiuživatelském počítači Altos 586. Sama firma Intel používala 8089 ve svých referenčních návrzích (které také prodávala) jako System 86.

## Vstupně/výstupní obvody
- Intel 8282/Intel 8283: 8bitový latch
- Intel 8284: hodinový generátor
- Intel 8286/Intel 8287: obousměrný 8bitový řadič sběrnice
- Intel 8288: řadič sběrnice
- Intel 8289: arbiter sběrnice